# Чемпіонат світу з легкої атлетики 2011
Чемпіонат світу з легкої атлетики 2011 був проведений з 27 серпня по 4 вересня в Тегу на однойменному стадіоні.
27 березня 2007 на черговому засідання ради ІААФ в Момбасі були оголошені міста-господарі світових легкоатлетичних форумів 2011 та 2013. Ними стали Тегу та Москва відповідно. У фінальному відборі також брали участь Брисбен та Барселона.

## Призери

### Чоловіки
| Дисципліна                | Золото                                                                                                | Золото     | Срібло                                                                                  | Срібло     | Бронза                                                                                     | Бронза     |
| ------------------------- | --- | ---------- | --------------------------------------------------------------------------------------- | ---------- | ------------------------------------------------------------------------------------------ | ---------- |
| 100 метрів                | Йоган Блейк Ямайка                                                                                    | 9,92       | Волтер Дікс США                                                                         | 10,08      | Кім Коллінз Сент-Кіттс і Невіс                                                             | 10,09      |
| 200 метрів                | Усейн Болт Ямайка                                                                                     | 19,40 WL   | Волтер Дікс США                                                                         | 19,70 SB   | Крістоф Леметр Франція                                                                     | 19,80 NR   |
| 400 метрів                | Кірані Джеймс Гренада                                                                                 | 44,60 PB   | Лашон Меррітт США                                                                       | 44,63      | Кевін Борле Бельгія                                                                        | 44,90      |
| 800 метрів                | Давід Рудіша Кенія                                                                                    | 1.43,91    | Абубакер Какі Судан                                                                     | 1.44,41    | Юрій Борзаковський Росія                                                                   | 1.44,49    |
| 1500 метрів               | Асбел Кіпроп Кенія                                                                                    | 3.35,69    | Сілас Кіплагат Кенія                                                                    | 3.35,92    | Меттью Сентровіц США                                                                       | 3.36,08    |
| 5000 метрів               | Мо Фара Велика Британія                                                                               | 13.23,36   | Бернард Лагат США                                                                       | 13.23,64   | Деджен Гебремескел Ефіопія                                                                 | 13.23,92   |
| 10000 метрів              | Ібрагім Джейлан Ефіопія                                                                               | 27.13,81   | Мо Фара Велика Британія                                                                 | 27.14,07   | Імане Мерга Ефіопія                                                                        | 27.19,14   |
| 110 метрів з бар'єрами    | Джейсон Річардсон США                                                                                 | 13,19      | Лю Сян КНР                                                                              | 13,27      | Енді Тернер Велика Британія                                                                | 13,44      |
| 400 метрів з бар'єрами    | Дай Грін Велика Британія                                                                              | 48,26      | Хав'єр Кулсон Пуерто-Рико                                                               | 48,44      | Луї Якобус ван Зил ПАР                                                                     | 48,80      |
| 3000 метрів з перешкодами | Єзекіїль Кембої Кенія                                                                                 | 8.14,85    | Брімін Кіпруто Кенія                                                                    | 8.16,05    | Маєдін Мекіссі-Бенаббад Франція                                                            | 8.16,09    |
| 4×100 метрів              | ЯмайкаНеста Картер Майкл Фрейтер Йоган Блейк Усейн Болт Декстер Лі (забіг)                            | 37,04 WR   | ФранціяТедді Тінмар Крістоф Леметр Яннік Лесур Джиммі Віко                              | 38,20 SB   | Сент-Кіттс і НевісДжейсон Роджерс Кім Коллінз Антуан Адамс Бріджеш Лоренс                  | 38,49      |
| 4×400 метрів              | СШАГрег Ніксон Бершон Джексон Енджело Тейлор Лашон Меррітт Джамал Торранс (забіг) Майкл Беррі (забіг) | 2.59,31 WL | ПАРШейн Віктор Офенце Могаване Віллем де Бер Луї Якобус ван Зил Оскар Пісторіус (забіг) | 2.59,87 SB | ЯмайкаАллодін Фозергілл Джермейн Гонсалес Райкер Гілтон Лефорд Грін Ленсфорд Спенс (забіг) | 3.00,10    |
| Марафон                   | Абель Кіруї Кенія                                                                                     | 2:07.38 SB | Вінсент Кіпруто Кенія                                                                   | 2:10.06    | Феїса Лілеса Ефіопія                                                                       | 2:10.32 SB |
| Ходьба 20 кілометрів      | Луїс Фернандо Лопес Колумбія                                                                          | 1:20.38 SB | Ван Чжень КНР                                                                           | 1:20.54    | Кім Хюн Суп Південна Корея                                                                 | 1:21.17    |
| Ходьба 50 кілометрів      | Денис Нижегородов Росія                                                                               | 3:42.45 SB | Джеред Теллент Австралія                                                                | 3:43.36 SB | Си Тяньфен КНР                                                                             | 3:44.40    |
| Стрибки у висоту          | Джессі Вільямс США                                                                                    | 2,35       | Олексій Дмитрик Росія                                                                   | 2,35       | Тревор Баррі Багамські Острови                                                             | 2,32 PB    |
| Стрибки з жердиною        | Павел Войцеховський Польща                                                                            | 5,90       | Лазаро Борхес Куба                                                                      | 5,90 NR    | Рено Лавіллені Франція                                                                     | 5,85       |
| Стрибки в довжину         | Двайт Філліпс США                                                                                     | 8,45 SB    | Мітчелл Вотт Австралія                                                                  | 8,33       | Нгонідзаше Макуша Зімбабве                                                                 | 8,29       |
| Потрійний стрибок         | Крістіан Тейлор США                                                                                   | 17,96 WL   | Філліпс Ідову Велика Британія                                                           | 17,77 SB   | Вілл Клей США                                                                              | 17,50 PB   |
| Штовхання ядра            | Давід Шторль Німеччина                                                                                | 21,78 PB   | Ділан Армстронг Канада                                                                  | 21,64      | Крістіан Кентвелл США                                                                      | 21,36      |
| Метання диска             | Роберт Гартінг Німеччина                                                                              | 68,97      | Герд Кантер Естонія                                                                     | 66,95      | Есан Гададі Іран                                                                           | 66,08 SB   |
| Метання молота            | Мурофусі Кодзі Японія                                                                                 | 81,24 SB   | Крістіан Парш Угорщина                                                                  | 81,18 SB   | Прімож Козмус Словенія                                                                     | 79,39 SB   |
| Метання списа             | Маттіас де Цордо Німеччина                                                                            | 86,27 SB   | Андреас Торкільдсен Норвегія                                                            | 84,78      | Гільєрмо Мартінес Куба                                                                     | 84,30      |
| Десятиборство             | Трей Гарді США                                                                                        | 8607       | Ештон Ітон США                                                                          | 8505       | Леонель Суарес Куба                                                                        | 8501 SB    |

### Жінки
| Дисципліна                | Золото | Золото      | Срібло | Срібло     | Бронза                                                                           | Бронза     |
| ------------------------- | --- | ----------- | --- | ---------- | -------------------------------------------------------------------------------- | ---------- |
| 100 метрів                | Кармеліта Джетер США                                                                                               | 10,90       | Вероніка Кемпбелл-Браун Ямайка                                                                                       | 10,97      | Келлі-Енн Баптіст Тринідад і Тобаго                                              | 10,98      |
| 200 метрів                | Вероніка Кемпбелл Ямайка                                                                                           | 22,22 SB    | Кармеліта Джетер США                                                                                                 | 22,37      | Еллісон Фелікс США                                                               | 22,42      |
| 400 метрів                | Амантле Монтшо Ботсвана                                                                                            | 49,56 NR    | Еллісон Фелікс США                                                                                                   | 49,56 PB   | Франсена Маккорорі США                                                           | 50,45      |
| 800 метрів                | Кастер Семеня ПАР                                                                                                  | 1.56,35 SB  | Джанет Джепкосґей Кенія                                                                                              | 1.57,42 SB | Алісія Монтаньйо США                                                             | 1.57,48 SB |
| 1500 метрів               | Дженніфер Сімпсон США                                                                                              | 4.05,40     | Ганна Інгленд Велика Британія                                                                                        | 4.05,68    | Наталія Родрігес Іспанія                                                         | 4.05,87    |
| 5000 метрів               | Вів'єн Черуйот Кенія                                                                                               | 14.55,36    | Сільвія Кібет Кенія                                                                                                  | 14.56,21   | Месерет Дефар Ефіопія                                                            | 14.56,94   |
| 10000 метрів              | Вів'єн Черуйот Кенія                                                                                               | 30.48,98    | Саллі Кіп'єго Кенія                                                                                                  | 30.50,04   | Лінет Масаї Кенія                                                                | 30.53,59   |
| 100 метрів з бар'єрами    | Саллі Пірсон Австралія                                                                                             | 12,28 CR AR | Данієль Каррузерс США                                                                                                | 12,47 PB   | Дон Гарпер США                                                                   | 12,47 PB   |
| 400 метрів з бар'єрами    | Лашинда Демус США                                                                                                  | 52,47 WL NR | Мелейн Вокер Ямайка                                                                                                  | 52,73 SB   | Наталія Антюх Росія                                                              | 53,85      |
| 3000 метрів з перешкодами | Габіба Грібі Туніс                                                                                                 | 9.11,97 NR  | Мілка Чейва Кенія | 9.17,16    | Мерсі Ванджику Кенія                                                             | 9.17,88    |
| 4×100 метрів              | СШАБ'янка Найт Еллісон Фелікс Маршевет Маєрс Кармеліта Джетер Шалонда Соломон (забіг) Александрія Андерсон (забіг) | 41,56 WL    | ЯмайкаШеллі-Енн Фрейзер Керрон Стюарт Шерон Сімпсон Вероніка Кемпбелл-Браун Джура Леві (забіг)                       | 41,70 NR   | УкраїнаОлеся Повх Наталія Погребняк Марія Рємєнь Христина Стуй                   | 42,51 SB   |
| 4×400 метрів              | СШАСаня Річардс Еллісон Фелікс Джессіка Беард Франсена Маккорорі Наташа Гастінгс (забіг) Кіша Бейкер (забіг)       | 3.18,09 WL  | ЯмайкаРозмарі Вайт Давіта Прендергаст Новлін Вільямс-Міллс Шеріка Вільямс Шеріфа Ллойд (забіг) Патрісія Голл (забіг) | 3.18,71 NR | Велика БританіяПеррі Шейкс-Дрейтон Нікола Сандерс Крістін Огуруоґу Лі Макконнелл | 3.23,63    |
| Марафон                   | Една Кіплагат Кенія                                                                                                | 2:28.43     | Пріска Джепту Кенія                                                                                                  | 2:29.00    | Шерон Чероп Кенія                                                                | 2:29.14 SB |
| Ходьба 20 кілометрів      | Лю Хун КНР | 1:30.00     | Еліза Ріґаудо Італія                                                                                                 | 1:30.44 SB | Цєян Шеньцзє КНР                                                                 | 1:31.14    |
| Стрибки у висоту          | Ганна Чичерова Росія                                                                                               | 2,03        | Бланка Влашич Хорватія                                                                                               | 2,03 SB    | Антонієта ді Мартіно Італія                                                      | 2,00       |
| Стрибки з жердиною        | Фабіана Мурер Бразилія                                                                                             | 4,85        | Мартіна Штруц Німеччина                                                                                              | 4,80 NR    | Світлана Феофанова Росія                                                         | 4,75 SB    |
| Стрибки в довжину         | Бріттні Різ США | 6,82        | Інета Радевич Латвія                                                                                                 | 6,76       | Анастасія Мирончик-Іванова Білорусь                                              | 6,74       |
| Потрійний стрибок         | Ольга Саладуха Україна                                                                                             | 14,94       | Ольга Рипакова Казахстан                                                                                             | 14,89      | Катерін Ібаргуен Колумбія                                                        | 14,84      |
| Штовхання ядра            | Валері Адамс Нова Зеландія                                                                                         | 21,24 CR AR | Джилліан Камарена-Вільямс США                                                                                        | 20,02      | Ґун Ліцзяо КНР                                                                   | 19,97      |
| Метання диска             | Лі Яньфен КНР | 66,52       | Надін Мюллер Німеччина                                                                                               | 65,97      | Яреліс Барріос Куба                                                              | 65,73 SB   |
| Метання молота            | Тетяна Лисенко Росія                                                                                               | 77,13 SB    | Бетті Гайдлер Німеччина                                                                                              | 76,06      | Чжан Веньсю КНР                                                                  | 75,03      |
| Метання списа             | Барбора Шпотакова Чехія                                                                                            | 71,58 SB    | Сунетт Вільюн ПАР | 68,38 AR   | Крістіна Оберґфелль Німеччина                                                    | 65,24      |
| Семиборство               | Джессіка Енніс Велика Британія                                                                                     | 6751        | Дженніфер Езер Німеччина                                                                                             | 6572       | Кароліна Тимінська Польща                                                        | 6544       |

## Медальний залік
| Місце               | Країна              | Золото | Срібло | Бронза | Загалом |
| ------------------- | ------------------- | ------ | ------ | ------ | ------- |
| 1                   | США                 | 12     | 9      | 7      | 28      |
| 2                   | Кенія               | 7      | 8      | 3      | 18      |
| 3                   | Ямайка              | 4      | 4      | 1      | 9       |
| 4                   | Німеччина           | 3      | 4      | 1      | 8       |
| 5                   | Велика Британія     | 3      | 3      | 2      | 8       |
| 6                   | Росія               | 3      | 1      | 3      | 7       |
| 7                   | КНР                 | 2      | 2      | 4      | 8       |
| 8                   | ПАР                 | 1      | 2      | 1      | 4       |
| 9                   | Австралія           | 1      | 2      | 0      | 3       |
| 10                  | Ефіопія             | 1      | 0      | 4      | 5       |
| 11                  | Колумбія            | 1      | 0      | 1      | 2       |
| 11                  | Польща              | 1      | 0      | 1      | 2       |
| 11                  | Україна             | 1      | 0      | 1      | 2       |
| 14                  | Гренада             | 1      | 0      | 0      | 1       |
| 14                  | Ботсвана            | 1      | 0      | 0      | 1       |
| 14                  | Бразилія            | 1      | 0      | 0      | 1       |
| 14                  | Нова Зеландія       | 1      | 0      | 0      | 1       |
| 14                  | Туніс               | 1      | 0      | 0      | 1       |
| 14                  | Чехія               | 1      | 0      | 0      | 1       |
| 14                  | Японія              | 1      | 0      | 0      | 1       |
| 21                  | Куба                | 0      | 1      | 3      | 4       |
| 21                  | Франція             | 0      | 1      | 3      | 4       |
| 23                  | Італія              | 0      | 1      | 1      | 2       |
| 24                  | Естонія             | 0      | 1      | 0      | 1       |
| 24                  | Казахстан           | 0      | 1      | 0      | 1       |
| 24                  | Канада              | 0      | 1      | 0      | 1       |
| 24                  | Латвія              | 0      | 1      | 0      | 1       |
| 24                  | Норвегія            | 0      | 1      | 0      | 1       |
| 24                  | Пуерто-Рико         | 0      | 1      | 0      | 1       |
| 24                  | Судан               | 0      | 1      | 0      | 1       |
| 24                  | Угорщина            | 0      | 1      | 0      | 1       |
| 24                  | Хорватія            | 0      | 1      | 0      | 1       |
| 33                  | Сент-Кіттс і Невіс  | 0      | 0      | 2      | 2       |
| 34                  | Іран                | 0      | 0      | 1      | 1       |
| 34                  | Іспанія             | 0      | 0      | 1      | 1       |
| 34                  | Багамські Острови   | 0      | 0      | 1      | 1       |
| 34                  | Бельгія             | 0      | 0      | 1      | 1       |
| 34                  | Білорусь            | 0      | 0      | 1      | 1       |
| 34                  | Зімбабве            | 0      | 0      | 1      | 1       |
| 34                  | Південна Корея      | 0      | 0      | 1      | 1       |
| 34                  | Словенія            | 0      | 0      | 1      | 1       |
| 34                  | Тринідад і Тобаго   | 0      | 0      | 1      | 1       |
| Загалом (42 збірні) | Загалом (42 збірні) | 47     | 47     | 47     | 141     |